# گریت گرند مستی
گریت گرند مستی (به انگلیسی: great grand fun) یک فیلم کمدی ترسناک هندی با گویش هندی (در برابر دیگر گویش‌های هندوستان) ساخته شده در سال ۲۰۱۶ به کارگردانی ایندرا کومار است. این فیلم سومین قسمت، از سری فیلمهای مستی، بعد از مستی ۲۰۱۴ و گرند مستی ۲۰۱۳ است.